# Howard J. Lamade Stadium
Le Howard J. Lamade Stadium, couramment appelé Lamade Stadium, est un stade de baseball à South Williamsport, dans le comté de Lycoming en Pennsylvanie, aux États-Unis. Chaque été, il est avec le Little League Volunteer Stadium l'un des sites où sont présentés les matchs des Séries mondiales des Petites ligues. Avec une capacité de 40 000 personnes, le Howard J. Lamade est le plus grand des deux stades.
Construit en 1959, le stade a été agrandi en 1971. En 1992 sont joués les premiers matchs en soirée, après l'installation de réflecteurs afin d'y présenter des matchs après la tombée du jour. Une série de rénovations au coût de 5,6 millions de dollars a lieu entre 2001 et 2009. Les clôtures du champ extérieur étaient initialement situées à 60,9 m (200 pieds) du marbre, avant d'être repoussées à 62,5 mètres (205 pieds) en 1996. En 2006, elles sont éloignées de 6,1 m (20 pieds). La clôture du champ extérieur est aujourd'hui située à 68,58 mètres (225 pieds) du marbre à tous les champs, différant ainsi des stades de la Ligue majeure de baseball où le champ centre est toujours le point le plus éloigné. Contrairement à la croyance populaire, le recul des clôtures n'est pas inspiré par une hausse des coups de circuit, dont la fréquence a peu varié, mais plutôt par un désir de voir davantage de doubles et de triples et d'obliger les voltigeurs à couvrir davantage de terrain. La surface de jeu du Lamade Stadium fait environ les deux tiers d'un terrain de Ligue majeure.

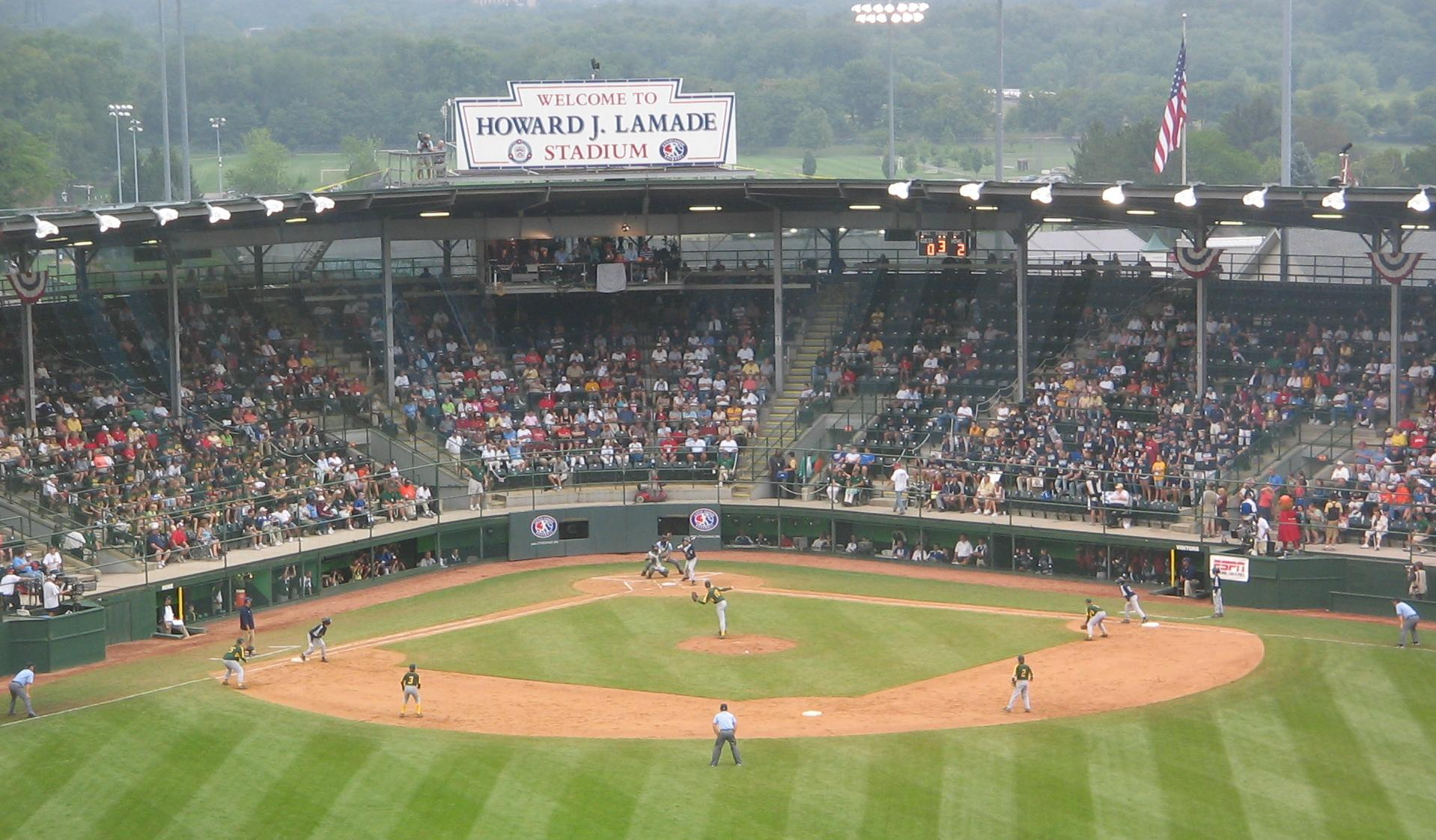
Match des Séries mondiales des Petites ligues en août 2007 au Lamade Stadium.

Les gradins peuvent asseoir 9 000 personnes, mais la plupart des spectateurs, lors d'un match présenté devant une plus grande foule, prennent place sur la berme derrière la clôture du champ extérieur. Le record d'assistance est établi le 19 août 2011 avec 41 848 spectateurs pour assister à la victoire de 1-0 de l'équipe de La Grange (Kentucky), représentante de la région des Grands Lacs, sur celle du comté de Clinton (Pennsylvanie) représentant la région Mid-Atlantic. Cette affluence dépasse en nombre les salles combles de 40 000 personnes aux matchs de championnat de 1989 et 1990.
Le stade est nommé en l'honneur de Howard J. Lamade, ancien vice-président de Grit Publishing Company et petit-fils du fondateur du journal sur la vie rurale Grit. Philanthrope connu pour l'achat de terrains destinés aux activités sportives pour la jeunesse et créateur de bourses d'études, Lamade fut un commanditaire de Little League Baseball de 1948 à son décès en 1958.